# Elizabeth Gracen
Elizabeth Gracen, född Elizabeth Grace Ward den 3 april 1961 i Ozark i Arkansas, är en amerikansk skådespelare och före detta Miss America-vinnare.
Gracen vann skönhetstävlingarna Miss Arkansas 1981 och Miss America 1982. Pengarna hon fick när hon vann Miss America använde hon för att studera skådespeleri vid HB Studios i New York innan hon flyttade till Hollywood för att försöka sig på en film- och tv-karriär. Gracen påstår att hon under denna period av sitt liv haft ett one night stand med dåvarande guvernören Bill Clinton. Hon var med i tidningen  Playboy i maj 1992.
När hon spelade in filmen Sundown: The Vampire in Retreat 1989, träffade hon skådespelaren Brendan Hughes och de gifte sig kort därefter. De skilde sig 1994. Hon födde en dotter 28 juli 2005 (Quinlan Murphy).

## Filmkarriär
Den första filmen hon var med i var Three For The Road med Charlie Sheen i huvudrollen. Hon har även varit med i filmer som Dödsmärkt med Steven Seagal, Pass The Ammo med Tim Curry, 83 Hours Till Dawn med Peter Strauss och Robert Urich. Gracen hade en av huvudrollerna i Lower Level där hon spelade mot David Bradley och Discretion Assured där hon spelade mot Michael York. Hon är mest känd för sin roll som Amanda i TV-serierna Highlander och Highlander: The Raven .
Andra TV-serier som hon varit med i är bland andra: Renegade, Mord och inga visor, Förhäxad och Rättvisans män.

## Filmografi – i urval

### Filmer
- Three for the Road (1987) - Nadine
- Pass the Ammo  (1988) - Christie Lynn
- Lisa  (1989) - Mary
- Dödsmärkt  (1990) - Melissa
- Sundown: The Vampire in Retreat  (1990) – Alice
- Lower Level  (1992) (V) - Hillary
- Final Mission  (1993) (V) - Caitlin Cole
- Discretion Assured  (1993) - Miranda
- The Expert  (1995) - Liz Pierce
- Kounterfeit  (1996) - Bridgette
- Interceptor Force 2 (2002) (TV) - Adriana Sikes

### TV-serier och TV-filmer
- Twilight Zone (1985) – Flicka med glasögon (1 avsnitt)
- Nightmare Classics - (The Strange Case of Dr. Jekyll and Mr. Hyde)  (1989) – (1 avsnitt)
- The Death of the Incredible Hulk (1990) – Jasmin
- Matlock (1990) – Janie Ladd (1 avsnitt)
- 83 Hours 'Til Dawn  (1990) (TV) - Maria Ranfield
- Jake and the Fatman (1991) – Carol (1 avsnitt)
- The Sands of Time  (1992) (TV)
- Renegade (1994) – Rikki Yeager (2 avsnitt)
- Extreme (1995) - Callie Manners (7 avsnitt)
- Mord och inga visor (1994–1995) - Michelle Scarlotti/Sydney Pembrook (2 avsnitt)
- Highlander (1993–1998) - Amanda Darieuxa (20 avsnitt)
- Highlander: The Raven (1998–1999) - Amanda Darieux (22 avsnitt)
- Queen of Swords (2001) – Carlotta (1 avsnitt)
- Förhäxad (2002) – Vampire Queen (1 avsnitt)